# Friedhofskapelle des Evangelischen Friedhofes Fredersdorf-Süd

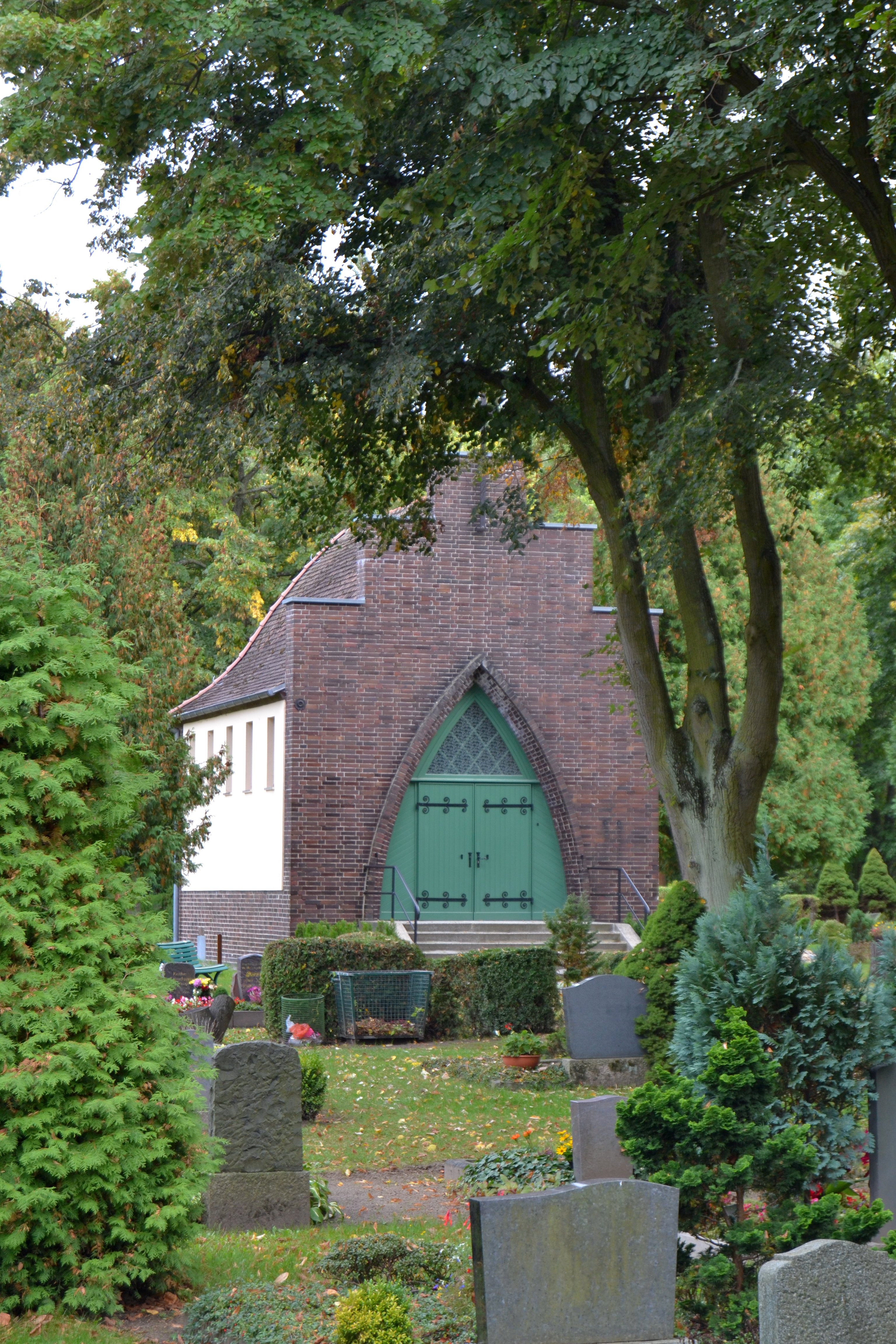
Friedhofskapelle

Die Friedhofskapelle des Evangelischen Friedhofes Fredersdorf-Süd in der Gemeinde Fredersdorf-Vogelsdorf (Landkreis Märkisch-Oderland, Land Brandenburg) wurde 1933–1934 nach einem Entwurf des Berliner Architekten und Konsistorialbaumeisters Curt Steinberg errichtet und steht seit 2010 unter Denkmalschutz.
Die aus Klinkern erbaute, am 23. September 1934 eingeweihte Friedhofskapelle steht auf dem Evangelischen Friedhof Fredersdorf-Süd an der Schöneicher Allee. Vom südlichen Friedhofseingang an der heutigen Walter-Kollo-Straße führt eine schmale Allee aus Lindenbäumen auf den Standort der Kapelle zu. Seit der Errichtung des Erbbegräbnisses der Familie Bohm in den 1880er Jahren ist aber dieses der Blickpunkt der Allee. Bei der Eintragung in die Denkmalliste wurde die Lindenallee jedoch bei der Kapelle wie auch beim Erbbegräbnis Bohm ausdrücklich mit aufgenommen, bei der Kapelle gehört zudem die Lebensbaumhecke dazu.

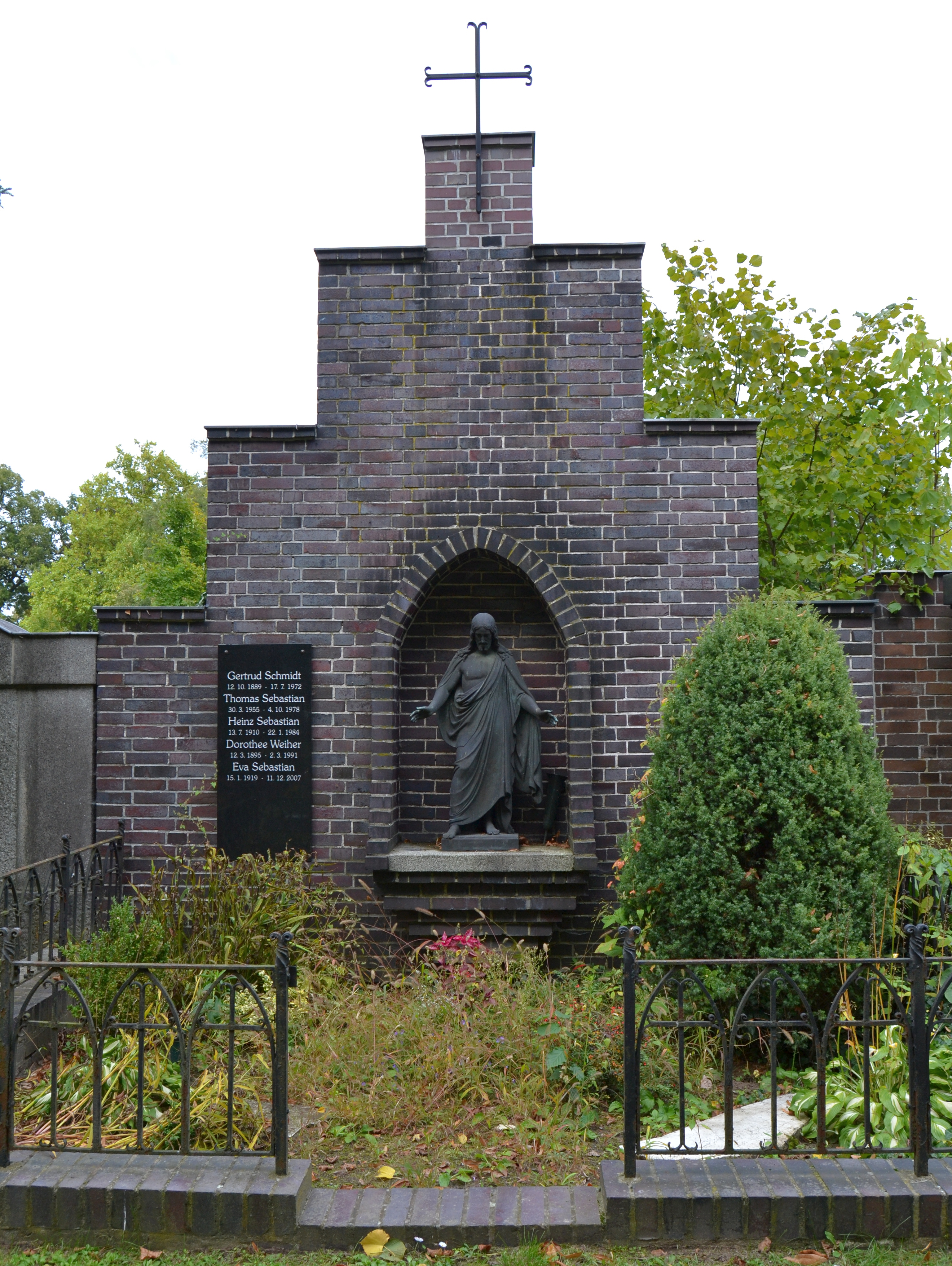
Erbbegräbnis der Familien Schmidt und Sebastian mit der Thorvaldsen-Statue des Segnenden Christus.

Besonders auffällig ist die Fassade der Eingangsseite mit dem Staffelgiebel. Die große, zweiflügelige Holztür fügt sich in einem expressionistischen Spitzbogen ein. Sie ist heute in einem Grünton gestrichen, allerdings ist unklar, ob dieser Farbton auch ursprünglich verwendet wurde. Auf dem Friedhof findet sich das Erbbegräbnis der Familien Schmidt und Sebastian, das neben einer Kopie der mit der Statue des Segnenden Christus von Bertel Thorvaldsen auch mit einer Imitation der Fassade der Friedhofskapelle verziert ist.
Aufgrund der häufigen Nutzung konnte die Kirchengemeinde, die Träger des Friedhofs ist, die Mittel aufbringen, das Gebäude zu Beginn der 2010er Jahre restaurieren zu lassen.